# ۱۲۱۴ (خورشیدی)
۱۲۱۴ هزار و دویست و چهاردهمین سال هجری خورشیدی، سالی کبیسه است.

## درگذشتگان
- قائم مقام فراهانی؛ (زاده: ۱۱۵۸)، صدراعظم ، سیاستمدار و ادیب ایرانی.